# Ignacy Potocki

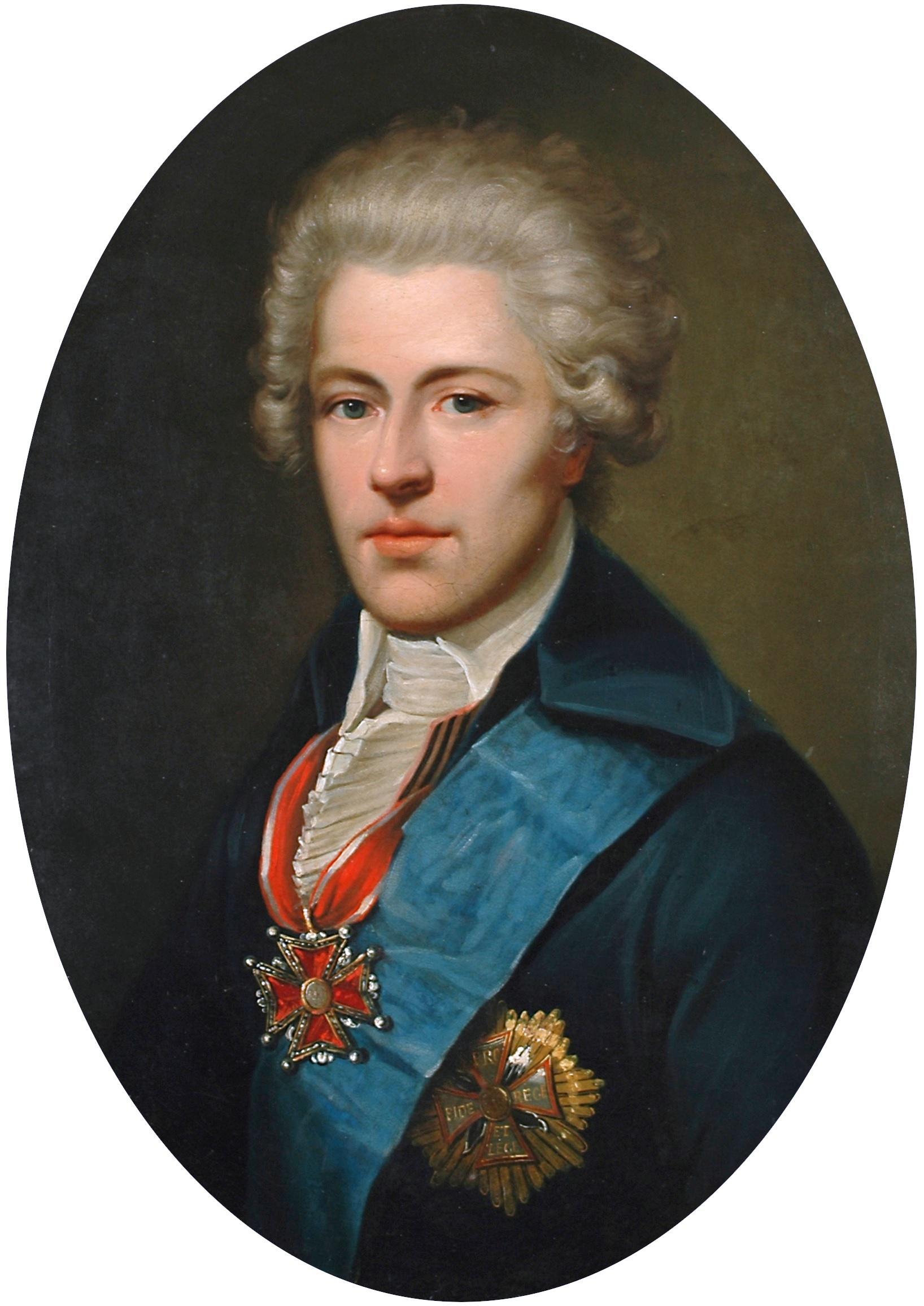
Ignacy Potocki; Gemälde von Alexander Kucharski

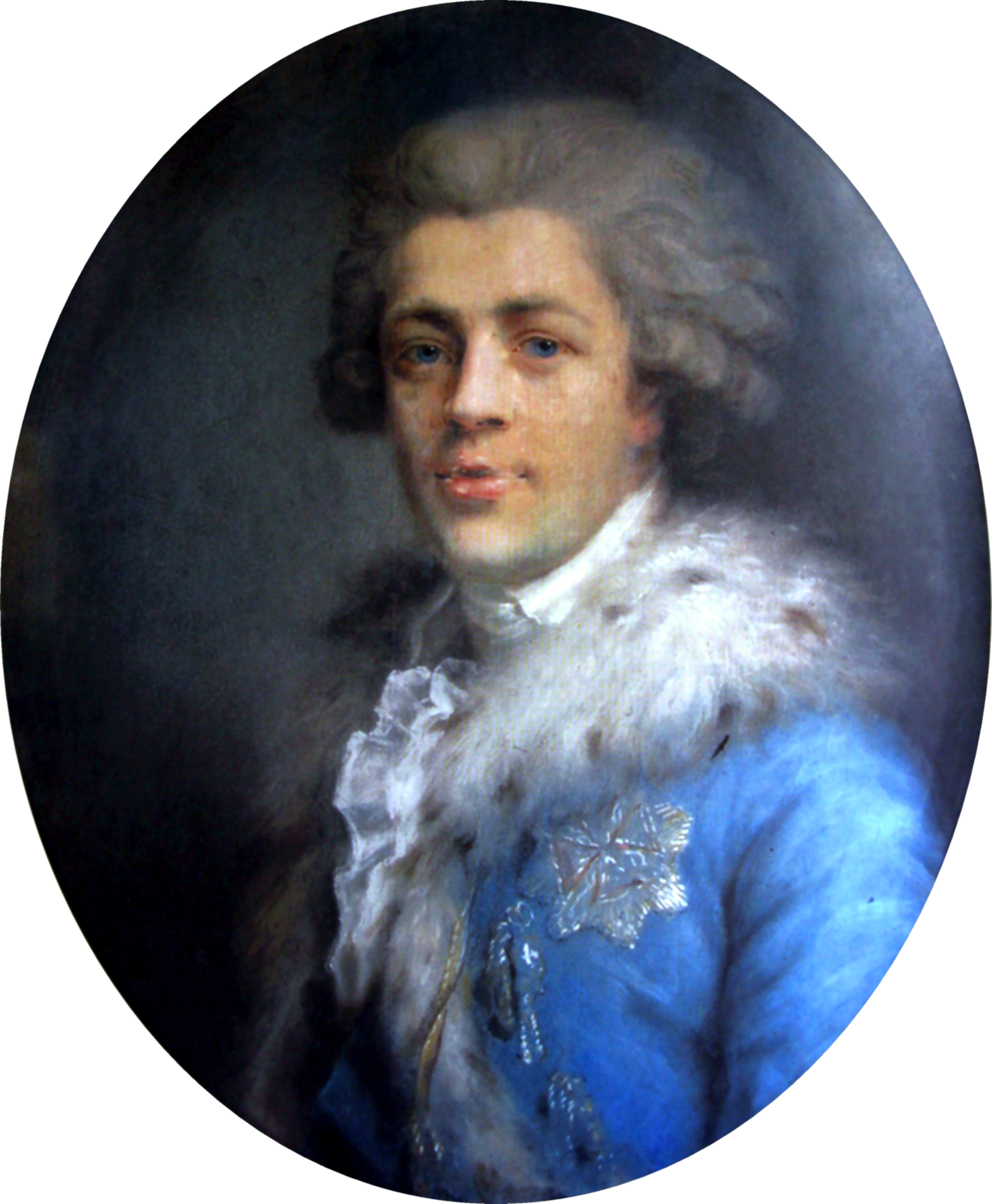
Ignacy Potocki; Gemälde von Anna Rajecka (1784)

Graf Roman Ignacy Franciszek Potocki (* 28. Februar 1750 in Radzyń Podlaski, Polen; † 30. August 1809 in Wien, Österreich) war ein polnischer Adeliger, Staatsmann, Schriftsteller und Publizist aus dem Adelsgeschlecht der Potockis.

## Leben
Ignacy Potocki studierte Theologie und Jura in Rom, bevor er ab 1772 in der Kommission für das nationale Erziehungswesen der aristokratischen Republik Polen-Litauen arbeitete. Diesem ersten „Bildungsministerium“ der Neuzeit gehörte er bis 1791 an, wobei er hauptsächlich an der Herausgabe von Lehrbüchern beteiligt war. In dieser Zeit erhielt er für seine Verdienste auch den Orden vom Weißen Adler.
Politisch unterstützte Potocki vor allem in den späteren Jahren den bei der letzten Freien Wahl am 7. September 1764 gewählten König Stanisław August Poniatowski und gehörte der aufgeklärten sowie reformorientierten Partei Familia um August Aleksander Czartoryski an. Er vermittelte am 29. März 1790 ein Bündnis mit Preußen. Der Aufklärer beteiligte sich danach an der Gestaltung der Verfassung vom 3. Mai 1791. Nach der Niederlage der Reformer im Russisch-Polnischen Krieg von 1792 verließ er Polen. Kurze Zeit später kehrte er zurück und unterstützte 1794 den Kościuszko-Aufstand. Nach dessen Niederschlagung wurde Potocki von den russischen Behörden verhaftet, aber schon 1796 wieder entlassen. Er siedelte daraufhin in Galizien und widmete sich historischen Studien.